# Parafia Trójcy Przenajświętszej w Ule
Parafia Trójcy Przenajświętszej w Ule (biał. Парафія Найсвяцейшай Тройцы ўва Уле) – parafia rzymskokatolicka w Ule. Należy do dekanatu lepelskiego diecezji witebskiej.

## Historia
Na ruinach zniszczonego zamku bracia przyrodni sekretarz królewski Samuel Eustachy Łukomski i wojski wiłkomierski Bronisław Przysiecki, ufundowali w 1669 r. drewnianą świątynię pod wezwaniem Ducha Świętego, którą opiekowali się Dominikanie. Na utrzymanie zakonników fundatorzy przeznaczyli niewielki majątek. Prawdopodobnie nie było tutaj klasztoru, lecz rezydencja Dominikanów należących do zgromadzenia w pobliskich Czaśnikach. W 1744 r. Ułła leżała w parafii połockiej. W latach 1752–1758 duszpasterstwo dojazdowe prowadził tu misjonarz o. Michał Kaczanowski TJ z klasztoru Jezuitów w Witebsku. W 1772 r. przy rezydencji dominikanów (św. Ducha i Ofiarowania NMP) mieszkało 4 kapłanów. W 1782 r. jeden ze spadkobierców fundatora Bronisława Przysieckiego prawem kaduka odebrał majątek Dominikanom, przez co opuścili oni Ułłę.  
W 1800 r. nabywca dóbr ulskich Ignacy Reutt, marszałek szlachty powiatu lepelskiego, wznowił fundusze kościoła, a abp mohylewski Stanisław Bohusz Siestrzeńcewicz ustanowił w Ule parafię (jednak status proboszcza miejscowy ksiądz otrzymał dopiero w 1812 r.). Wydzielenie parafii ogłosił oficjalnie w dniu 15 lipca 1801 r. ks. prałat Stanisław Szantyr. Obszar parafia zamieszkiwali niemal wyłącznie katolicy. Ponieważ kościół znajdował się na półwyspie pomiędzy rzekami Dźwiną i Ułłą, co najmniej dwa razy do roku część parafian miała utrudniony dostęp do kościoła, a ksiądz do wiernych. Parafia liczyła 4860 osób.  
W latach 1840–1843 funkcje administratorów parafii albo posługę wikariuszy pełnili Bernardyni. W pewnych okresach w parafii posługiwało 3 wikariuszy. 
W 1841 roku na terenie parafii znajdowały się kaplice w miejscowościach: Mikałajewa (później na cmentarzu w folwarku Teklenwil), Obol, Nizhołów, Puliczierz. W XIX w. obsługiwano również kaplice w Szlaszczennicach, Lachowie (z 1863 r.), Półjeziorze (z 1800 r.).  
W 1843 r. władze carskie zlikwidowały majątek kościelny i zabrały uposażenie księży, wyznaczając dla proboszcza niewielką roczną pensję.  
W 1853 r. proboszcz Szymon Jakusiewcz na miejscu drewnianej świątyni, rozpoczął budowę murowanego kościoła pod wezwaniem św. Łukasza, który ukończył około 1864 r. ks. Jerzy Motuz. Ksiądz Motuz uczył parafian czytać i śpiewać, kazania mówił w języku białoruskim. W 1882 r. świątynia została uszkodzona przez pożar. Po latach odbudowy została poświęcona w 1896 r. przez biskupa ks. Franciszka Symona. W 1905 r. proboszcz nauczał religii w szkole w Kordonie. Proboszcz ks. Władysław Mirżwiński skutecznie walczył z pijaństwem wśród parafian, znał język białoruski.  
Wiosną 1914 r. parafianie podjęli uchwałę o nałożeniu na siebie dobrowolnego podatku, aby zebrać fundusze na restaurację kościoła. W remont budynku i budowę ogrodzenia zaangażowany był proboszcz ks. Teodor Kulikowski. W 1935 r. sowieci odebrali świątynię wiernym i przeznaczyli ją na skład zboża. Później przerobili ją na klub, a w latach 60. XX w. spalili. Ostatecznie zrujnowany budynek stał się śmietnikiem.  

### Męczeńska śmierć ks. Stanisława Cybulewicza
W latach 1920‑36 proboszcz ks. Stanisław Cybulewicz był wielokrotnie prześladowany przez Sowietów. 12 sierpnia 1936 r. został aresztowany, następnie na krótko zwolniony, ale bez prawa posługi duszpasterskiej. Pomimo, tego pozostał w swej parafii. Pod koniec 1936 r. został ponownie aresztowany i zwolniony w marcu 1937 r. 14 czerwca 1937 r. został po raz kolejny aresztowany. Oskarżono go o „kierowanie kontrrewolucyjną, nacjonalistyczną bandą i o organizowanie masowych wystąpień Polaków” i 22 września 1937 r. skazano na śmierć. Został zamordowany w więzieniu. 29 lipca 1945 r. katolicy z rejonu bieszenkowickiego wysłali list do Michaiła Kalinina prosząc o przyjazd do nich ks. Józefa Borodziuli, który po odbyciu wieloletniego wyroku w łagrach, przebywał w miejscowości Taczak w Kraju Krasnojarskim na Syberii oraz pytając, czy mają prawo do korzystania z kościoła w Ule, zamienionego na magazyn zboża. Otrzymali odpowiedź negatywną. 

### Reaktywacja parafii
19 lipca 1992 r. przywrócono istnienie parafii, która swoim zasięgiem obejmowała miejscowości z rejonów bieszenkowickiego i szumilińskiego. Dzięki staraniom proboszcza ks. Mieczysława Janczyszyna i wiernych kościół został odbudowany. 18 września 1999 r. został konsekrowany przez metropolitę mińsko-mohylewskiego ks. kardynała Kazimierza Świątka. Z inicjatywy ks. Mieczysława Janczyszyna zbudowano kaplicę w Mikałajewie, gdzie utworzono odrębną parafię. Ponadto odprawiano Msze Święte w kaplicach cmentarnych w Szodzikach i Buboli. W latach 2001–2003 proboszczem parafii był ks. Aleh Butkiewicz, późniejszy biskup diecezji witebskiej. Powstała wówczas kaplica NMP Budsławskiej w Kordonie. Od momentu odrodzenia parafii w pracy duszpasterskiej i katechetycznej pomagały Siostry Zmartwychwstanki oraz Urszulanki. Proboszcz parafii początkowo mieszkał w Leplu, później w Bieszenkowiczach.  

## Demografia
Liczba katolików, wiernych parafii, w poszczególnych latach.

## Proboszczowie parafii[6][7]
Proboszczowie parafii byli dziekanami połockimi, później parafia została włączona do dekanatu lepelskiego.
| imię i nazwisko                  | daty urzędowania |
| -------------------------------- | ---------------- |
| Ks. Franciszek Ksawery Wejłło    | 1801 – 1808      |
| Ks. Antoni Latkowski             | 1808 – 1811      |
| Ks. Karol Zubczycki              | 1811 – 1819      |
| Ks. Antoni Suszyński             | 1819 – 1821      |
| Ks. Jan Alchimowicz              | 1821 – 1822      |
| Ks. Jerzy Szymański              | 1822 – 1826      |
| Ks. Paweł Wikierowicz            | 1826 – 1830      |
| Ks. Jan Kuczyński                | 1830             |
| Ks. Gałecki                      | 1834             |
| Ks. Jan Kuczyński                | – 1848           |
| Ks. Franciszek Alojzy Raczkowski | 1848 – 1849      |
| Ks. Gabriel Onoszko              | 1849 – 1854      |
| O. Piotr Warpechowski OP         | 1855             |
| Ks. Szymon Jakusiewicz           | 1857 – 1864      |
| Ks. Jerzy Motuz                  | 1864 – 1878      |
| Ks. Franciszek Bałtunowicz       | 1878 – 1886      |
| Ks. Józef Zelwo                  | 1893 – 1894      |
| Ks. Jan Bułło                    | 1894 – 1902      |
| Ks. Augustyn Juchno              | 1903 – 1906      |
| Ks. Jan Konopacki                | 1907             |
| Ks. Władysław Mirżwiński         | 1908 – 1909      |
| Ks. Walerian Mackiewicz          | 1909             |
| Ks. Pilecki                      | 1910             |
| Ks. Antoni Kozłowski             | 1911 – 1914      |
| Ks. Teodor Kulikowski            |                  |
| Ks. Józef Borodziula             | 1919             |
| Ks. Stanisław Cybulewicz         | 1923 – 1937      |
| Ks. Mieczysław Janczyszyn        | 1990 – 2000      |
| Ks. Kazimierz Gwozdowicz         | 2000 – 2001      |
| Ks. Aleh Butkiewicz              | 2001 – 2003      |
| Ks. Paweł Samsonow               | 2003 – 2004      |
| Ks. Ignacy Saniuta               | 2004 – 2005      |
| Ks. Aleksander Piwowar           |                  |